# Кіберсексуальна залежність
Кіберсексуа́льна залежність — специфічний підтип інтернет-залежності.

## Визначення
Спочатку це проглядання порнографії і/або заняття кіберсексом. Досліди показали, що чоловіки зазвичай надають перевагу перегляду порнографії, а жінки — заняттю кіберсексом.
Особливості інтернету як комунікаційного середовища створюють вельми привабливі умови для занять віртуальним сексом і передумови виникнення залежності від цього ваблення:
- по-перше, анонімність електронних зв'язків дозволяє багатьом таємно відвідувати еротичні чати, не боячись бути спійманим чоловіком (жінкою). Анонімність зберігає в таємниці місце проживання, роботи і місцезнаходження, які важко відстежити. Зазвичай кібер-залежність починається в чатах, де люди можуть спілкуватися в реальному часі, підписуючись вигаданими іменами. Саме анонімність і приватність посланих повідомлень можуть стати першими кроками до виникнення кібер-залежності. Дуже скоро нешкідливі бесіди можуть перетворитися на емоційні розмови, які переростають у віртуальну зраду;
- по-друге, зручність інтерактивних застосунків (ICQ, чати або рольові ігри) виявляються дуже простим способом для спілкування з іншими людьми і для достатньо близького знайомства. Це може початися як простій обмін листами або спілкування в чатах, але може швидко розростися в кібер-залежність, таємні телефонні дзвінки і реальні сексуальні відносини. Буває, що цікава дружина або чоловік таємно заходять у чат під псевдонімами MarriedM4Affair, Cheating Wife («невірна дружина») або Lonely Husband («самотній чоловік») лише для того, щоб здивуватися безкарності інших, що беруть участь у віртуальній зраді, яка і не здається зрадою через відсутність фізичного контакту.

Багато людей вважають, що для здійснення кібер-зради необхідне отримання задоволення від заняття кібер-сексом. Дослідження показують, що це не так:
- дружина, яка відчуває себе самотньою може врятуватися від цієї самоти в різноманітних чатах, де вона оточена безліччю своїх кібер-коханців;
- сексуально незадоволений чоловік може трансформуватися в гарячого коханця, за якого битимуться всі жінки.

Тоді як сексуальні відчуття підкріплюватимуть початкове ваблення, могутніший стимул — можливість втечі від реального життя з його стресами, заманюватиме людину у віртуальний світ фантазій.
Судова система США вже погодилася із значущістю Інтернету у сфері психічних захворювань. Наприклад, в одній із справ було доведено, що розповсюдження порнографії в Мережі було не стільки бажанням задовольнити свої потреби, скільки втечею від реального світу.

## Симптоми
На відміну від відкритої (фізичною) зради, зловити свою «половину» при занятті кібер-сексом набагато важче. Тут існують такі ознаки:
- зміни в режимі сну — чати й інші місця зустрічей у віртуальному світі оживають ближче до ночі, тому невірній «половині» доведеться затримуватися допізна, щоб брати участь в цьому. Часто такі люди відправляються в ліжко вже вранці, або навпаки, встають на декілька годин раніше, щоб обмінятися романтичними листами з своїми партнерами;
- потреба в потаємності — якщо хтось починає брехати в реальному житті, то це може бути симптомом того, що він намагається приховати свої віртуальні відносини від сім'ї. В першу чергу це може виражатися в спробах організувати секретність навколо комп'ютера й інформації. Комп'ютер може бути перенесений в дальній кут кімнати, закриватися на ключ. Також змінюються паролі. Якщо таку людину потривожити в той час, коли вона знаходитиметься в онлайні, то це може викликати у неї злобну або захисну реакцію;
- ігнорування домашніх турбот — із зростанням часу, проведеного онлайн, час відведений на виконання домашніх обов'язків зменшується і вони часто залишаються невиконаними. Це не є автоматичним знаком кібер-залежності, але може послужити сигналом, що увага людини обернена на щось інше. Зазвичай в сім'ях обов'язки розділені між її членами, і їх невиконання означає, що, можливо, у людини виникли якісь сторонні відносини, які вона ставить вище сімейних;
- очевидна брехня — сюди можна віднести такі моменти, як утаєння рахунків від провайдера, телефонних рахунків за дзвінки кібер-коханцям і брехня про необхідність використовувати Інтернет у такому великому об'ємі. Багато хто бреше, щоб приховати свої віртуальні зв'язки;
- зміни в характері — у кібер-залежних людей спостерігаються помітні відмінності в настрої, поведінці в порівнянні з поведінкою до початку використання Інтернету. Наприклад, ніжна і ласкава дружина може стати холодною і байдужою, а веселий і життєрадісний чоловік — спокійним і серйозним. Якщо їх запитати про такі зміни, то відповіддю швидше за все виявиться яке-небудь раціональне пояснення або ж відповіді не буде зовсім. Для людей, які приохотилися до Інтернету, подібні розмови здаватимуться лише прикрою перешкодою, що заважає їм проводити час так, як вони хочуть;
- втрата інтересу до сексу — деякі кіберзалежності перетворюються на заняття сексом по телефону і інші сексуальні розваги. Коли хтось з подружжя несподівано втрачає інтерес до сексу, це може бути індикатором того, що з'явився якийсь інший вихід сексуальних емоцій. Це може виражатися в млявості, байдужості до залицянь і втрати ентузіазму;
- загальна байдужість до сімейних відносин — ці люди просто не хочуть брати участь у сімейному житті, віддаючи перевагу Інтернету. Вони виконують свої обов'язки як якісь ритуали без жодного інтересу. Вони уникають говорити про які-небудь довгострокові плани, не отримують задоволення від спільних поїздок на природу. Часто вони проводять свій час з кимось іншим і всі їхні думки зосереджені на своїх кібер-партнерах, а не на реальних людях.

## Причини
Кіберсексуальне ваблення зазвичай є симптомом прихованої проблеми, яка присутня в сім'ї ще до того, як Інтернет увійшов до життя подружжя. Ця проблема може включати:
- недостатнє спілкування;
- сексуальна незадоволеність;
- розбіжності в підходах до виховання дітей;
- відмова він підтримка сім'ї і друзів;
- фінансові проблеми.